# Abietinaria kincaidi
Abietinaria kincaidi is een hydroïdpoliep uit de familie Sertulariidae. De poliep komt uit het geslacht Abietinaria. Abietinaria kincaidi werd in 1901 voor het eerst wetenschappelijk beschreven door Nutting. 